# مارك بوكان
مارك ويليام بوكان (بالإنجليزية: Mark Pocan)‏ (مواليد 14 أغسطس 1964) هو سياسي أمريكي ينتمي للحزب الديموقراطي، وهو عضو في مجلس النواب مُمثلاً للدائرة الانتخابية الثانية لولاية ويسكونسن منذ عام 2013، في حين أنه خدم قبل ذلك في جمعية ولاية ويسكونسن من عام 1999 إلى عام 2013. كان بوكان أحد داعمي حملة بيرني ساندرز الرئاسية 2020.
في مايو 2021، صاغ بوكان بالتعاون مع ماري نيومان وبتوقيع خمسة وعشرين عضواً في مجلس النواب رسالةً إلى وزير الخارجية أنتوني بلينكن يدعونه فيها إلى الضغط على إسرائيل لإيقاف مُخطط إجلاء عائلاتٍ فلسطينية من حي الشيخ جراح في مدينة القدس.